# Leon Spinks
Leon Spinks (n. 11 iulie 1953, Saint Louis, Missouri, SUA – d. 5 februarie 2021, Henderson, Nevada, SUA) a fost un boxer ce a reprezentat Statele Unite ale Americii, medaliat olimpic. A participat la o ediție a Jocurilor Olimpice (1976) în care a câștigat o medalie de aur.